# WHQL
 (décembre 2022).
Si vous disposez d'ouvrages ou d'articles de référence ou si vous connaissez des sites web de qualité traitant du thème abordé ici, merci de compléter l'article en donnant les références utiles à sa vérifiabilité et en les liant à la section « Notes et références ».
 (décembre 2022).
WHQL (sigle de Windows Hardware Quality Labs) est un laboratoire de Microsoft ayant la charge de certifier la qualité des pilotes pour le système d'exploitation Windows.
C'est également une méthode de certification de Microsoft permettant de garantir qu'un ensemble matériel permet d'exécuter correctement Windows ou une de ses sous-parties (un gestionnaire de pilotes, par exemple). 